# Inselbadstadion
Das Inselbadstadion ist ein Fußballstadion im westfälischen Paderborn.

## Lage und Ausstattung
Das Stadion liegt im Norden der Paderborner Innenstadt zwischen der Fürstenallee und der Pader. Neben dem Stadion befindet sich ein kleineres zweites Spielfeld. Beide Spielflächen haben eine Oberfläche aus Kunstrasen. Der Hauptplatz verfügt über eine Flutlichtanlage. Die Zuschauerkapazität liegt bei 6000.

## Geschichte
Auf dem Gelände des heutigen Inselbadstadions befand sich ursprünglich ein Kurhaus, das im Jahre 1912 geschlossen wurde. Zwanzig Jahre später erhielt der im Jahre 1920 gegründete Verein DJK Paderborn von der Stadt das Gelände und erbaute das DJK-Inselbadstadion. Es war die erste Zuschauer-Sportstätte der Stadt. Die Eröffnung fand am 28. Mai 1933 im Beisein des Paderborner Erzbischofs Caspar Klein statt. Zwei Jahre später wurde die DJK Paderborn aufgelöst und das Stadion in Wall-Stadion umbenannt. Genutzt wurde es von der SA, der Hitlerjugend und vom Bund Deutscher Mädel.
Nach dem Ende des Zweiten Weltkriegs wurde das Gelände vom SC Grün-Weiß Paderborn renoviert. Als Ersatz für das zerstörte Umkleidegebäude erhielt das Stadion eine Holzbaracke aus dem KZ Niederhagen. Ab 1948 wurden aus Trümmerschutt Zuschauerwälle aufgeschüttet. Mit einem Fassungsvermögen von rund 20.000 Plätzen entstand eine der größten Sportstätten Westfalens. Ab 1950 nutzte neben dem SC Grün-Weiß auch die zwischenzeitlich wieder gegründete DJK Paderborn die nunmehr Inselbadstadion genannte Sportstätte. Eingeweiht wurde das Stadion vom Erzbischof Lorenz Jaeger.
Als sowohl Grün-Weiß als auch die DJK das Inselbadstadion nicht mehr unterhalten konnten, wurde es im Jahre 1967 an die Stadt Paderborn verkauft. Als der 1. FC Paderborn 1978 vor dem Aufstieg in die 2. Fußball-Bundesliga stand, wurde eine Modernisierung des Stadions geplant, die die Stadt zwei Millionen Mark gekostet hätte. Da die Mannschaft scheiterte, wurden die Pläne zu den Akten gelegt. Anfang der 2010er-Jahre wurde das Inselbadstadion komplett renoviert. Innerhalb des alten Stadionwalls wurde ein großes und ein kleines Kunstrasenfeld errichtet. Darüber hinaus wurde eine Flutlichtanlage installiert und Lärmschutzwände errichtet. Das Investitionsvolumen lag bei 2,5 Millionen Euro. Die Stadt Paderborn beteiligte sich mit einer Million Euro an den Baukosten.

## Veranstaltungen
In den 1950er-Jahren nutzten die Fußballer des VfJ 08 Paderborn das Inselbadstadion. 1954 wich der VfJ für seine beiden Heimspiele bei der Westfalenmeisterschaft in das Inselbadstadion aus. Nach einer Regelung des Fußball- und Leichtathletik-Verband Westfalen mussten die teilnehmenden Mannschaften ihre Heimspiele in einem neutralen Stadion im jeweiligen Kreisgebiet austragen. Später wechselte der VfJ dann ganz in das Inselbadstadion. Nachdem der Verein 1969 mit dem SV Paderborn zum 1. FC Paderborn fusionierte, wechselte der neue Verein in die Paderkampfbahn.
Am 19. August 1977 empfing der TuS Schloß Neuhaus in der zweiten Runde des DFB-Pokals den Bundesligisten Eintracht Frankfurt. Vor 10.000 Zuschauer trotzten die „Schlossherren“ den favorisierten Frankfurtern ein 2:2 nach Verlängerung ab. Da es nach dem damaligen Reglement noch kein Elfmeterschießen gab musste Schloß Neuhaus zum Wiederholungsspiel in Frankfurt am Main antreten und verlor dort mit 0:4.
Bis zum Sommer 2008 trug der AFC Paderborn Dolphins seine Heimspiele im American Football im Inselbadstadion aus, bevor das Team in das Hermann-Löns-Stadion umzog. Darüber hinaus wurden im Jahre 1956 die deutschen Leichtathletik-Meisterschaften der Jugend und ein Jahr später das dritte DJK-Bundessportfest im Inselbadstadion ausgetragen.